# Olga Burova-Tjernjavskaja
Olga Michailovna Burova-Tjernjavskaja (ryska: Ольга Михайовна Чернявская) , född 17 september 1963 i Irbit, är en rysk före detta friidrottare som tävlade i diskuskastning.
Burova-Tjernjavskaja var som bäst i början av 1990-talet och hennes personliga rekord 68,38 är från en tävling 1992. Hennes genombrott kom vid EM 1990 då hon blev silvermedaljör.
1993 kastade hon 67,40 i VM-finalen i Stuttgart vilket räckte till seger. Vid VM två år senare misslyckades hon med att försvara sitt guld och slutade på tredje plats. Burova-Tjernjavskajas sista större mästerskap var OS 1996 där hon inte lyckades ta sig till final.